# Linnégatan, Stockholm

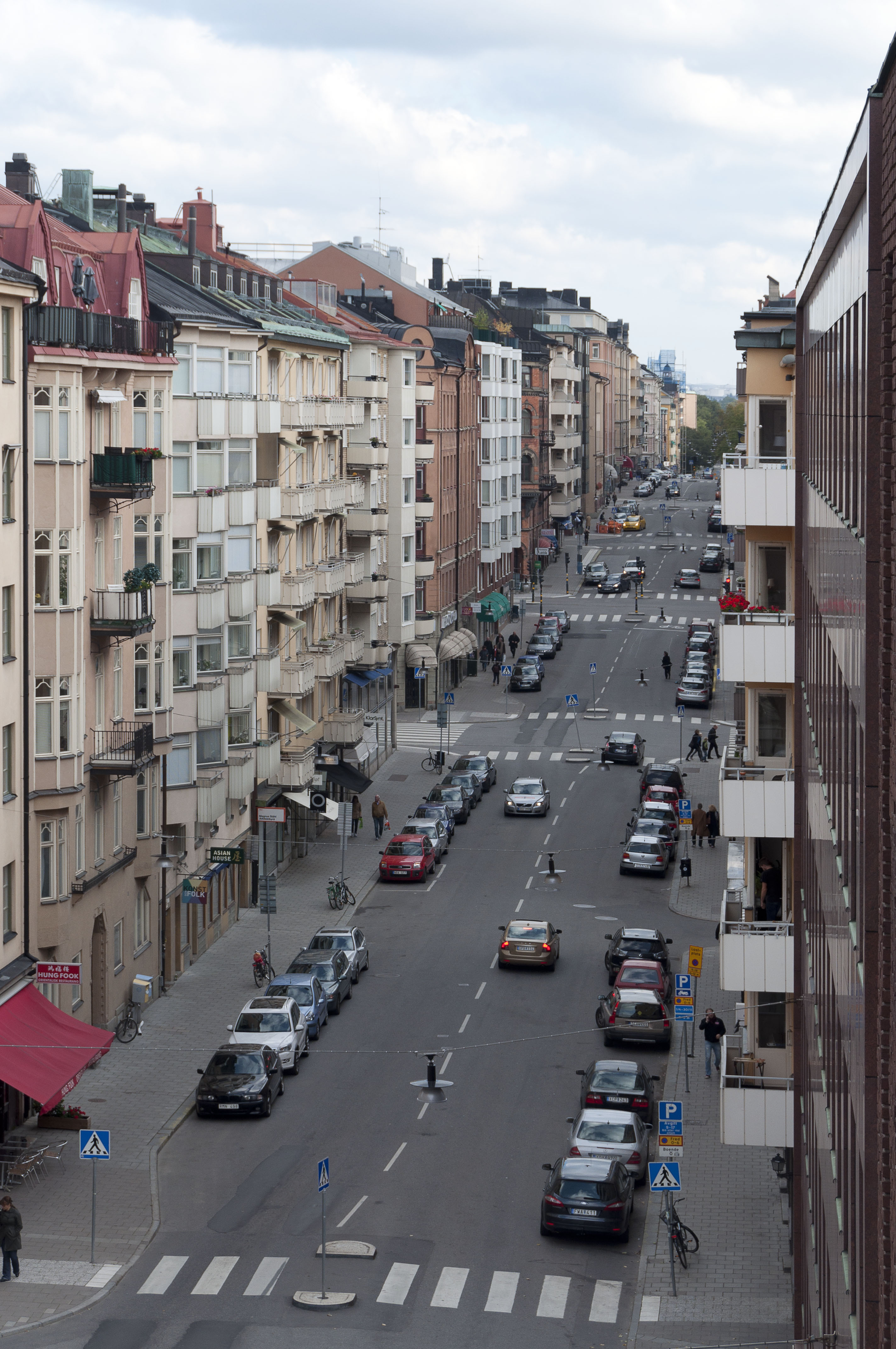
Linnégatan mot öst

Linnégatan är en gata på Östermalm i Stockholm som sträcker sig i öst-västlig-riktning från Sturegatan vid Humlegården till korsningen mellan Oxenstiernsgatan och Strandvägen vid Berwaldhallen.

## Historik

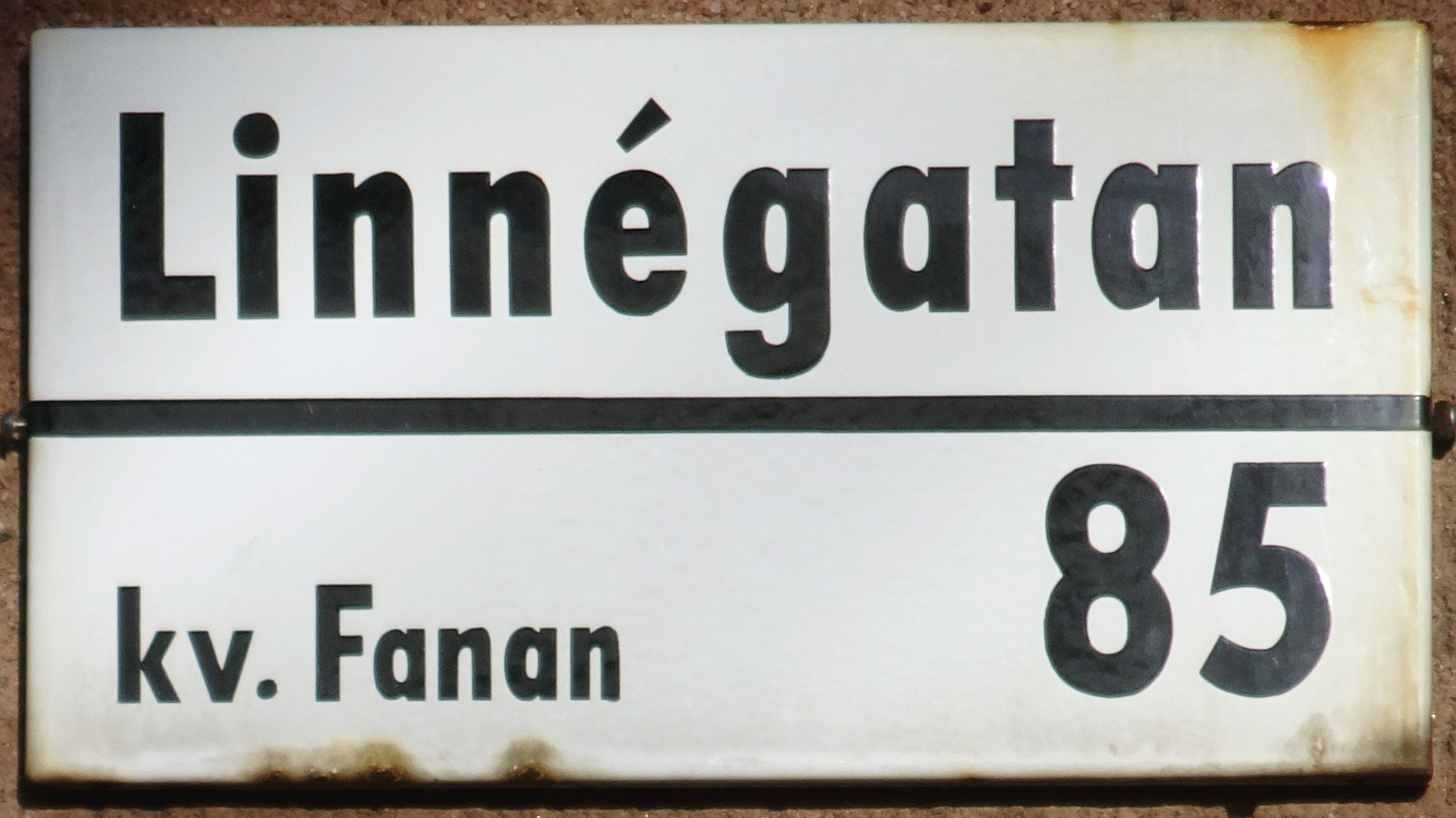
Linnégatan vid kvarteret Fanan.

Linnégatan fick sitt namn 1882 efter naturforskaren och läkaren Carl von Linné, innan dess hette gatans östligaste del Nya Quartersgatan och gatans västligaste del Flemmingsgatan.
Mellan Sturegatan och Sibyllegatan är bebyggelsen blandad med ett flertal moderna kontorsfastigheter mellan de äldre bostadshusen. Från Sibyllegatan fram till Narvavägen kantas gatan framför allt av äldre bostadsbebyggelse från årtiondena kring år 1900. Därefter följer några kvarter av 1920-talsbebyggelse samt Svea livgardes och Göta livgardes numera kontoriserade regementsbyggnader, Garnisonen. Mellan Brahegatan och Styrmansgatan utgör Linnégatan en butiksgata med både mindre boutiquer och restauranger, många med en anrik historia.
Bland gatans byggnader av offentlig karaktär kan nämnas Historiska museet, Unga Dramaten, Hedvig Eleonora Skola samt TCO:s huvudkontor. Längs gatans södra sida mellan Narvavägen och Styrmansgatan utbreder sig Kvarteret Krubban med bland annat Oxenstiernska malmgården.
Linnégatan är en av de tre huvudgator på Östermalm som är ämnade för viss genomfart i öst-västlig riktning, de andra två är Valhallavägen och Karlavägen. Gatan utgör den övre gränsen mot Nedre Östermalm, vars södra gräns utgörs av Strandvägen.

## Bilder, byggnader i urval

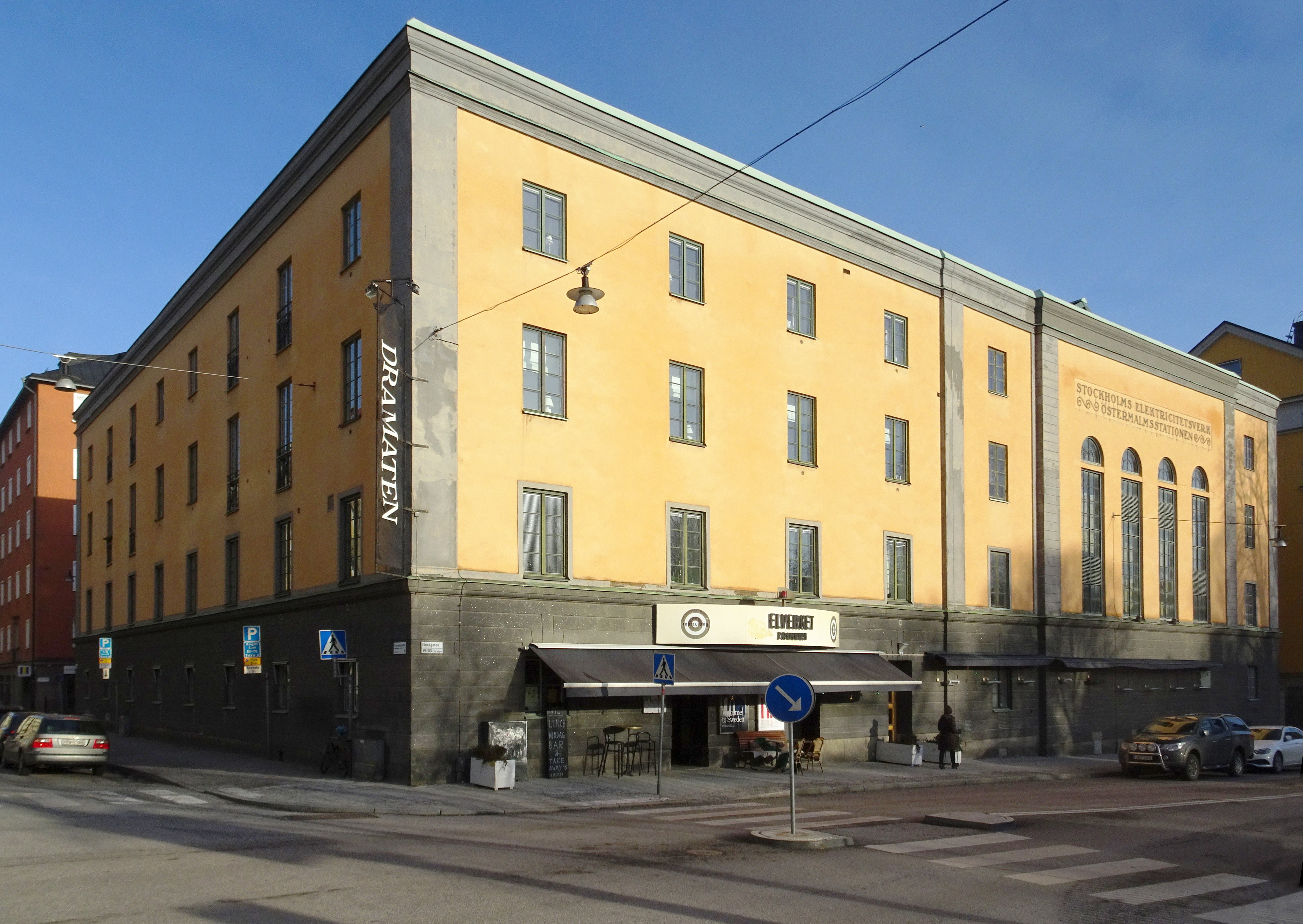
Östermalmsstationen, Linnégatan 69.
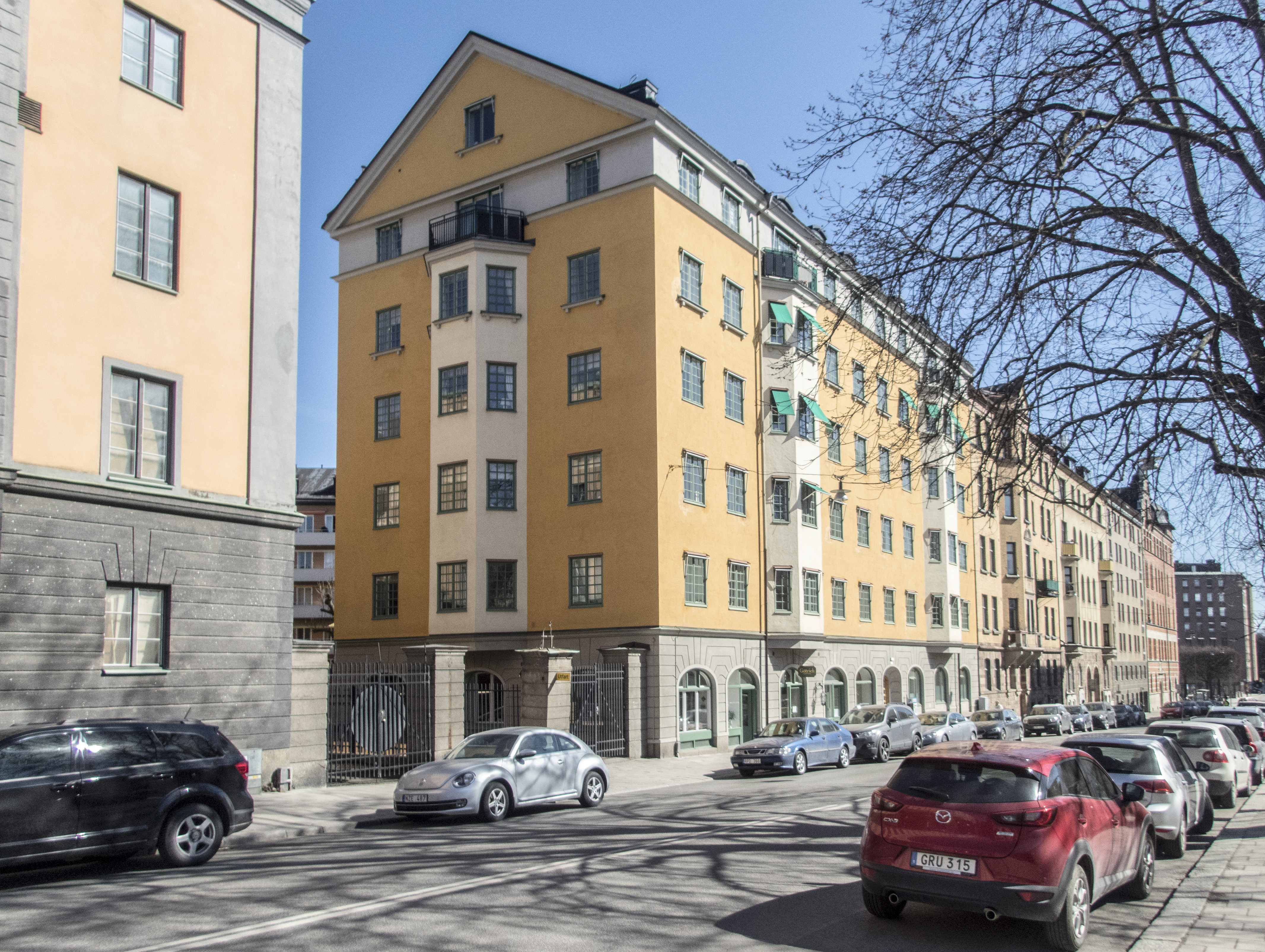
Linnégatan 73-75.
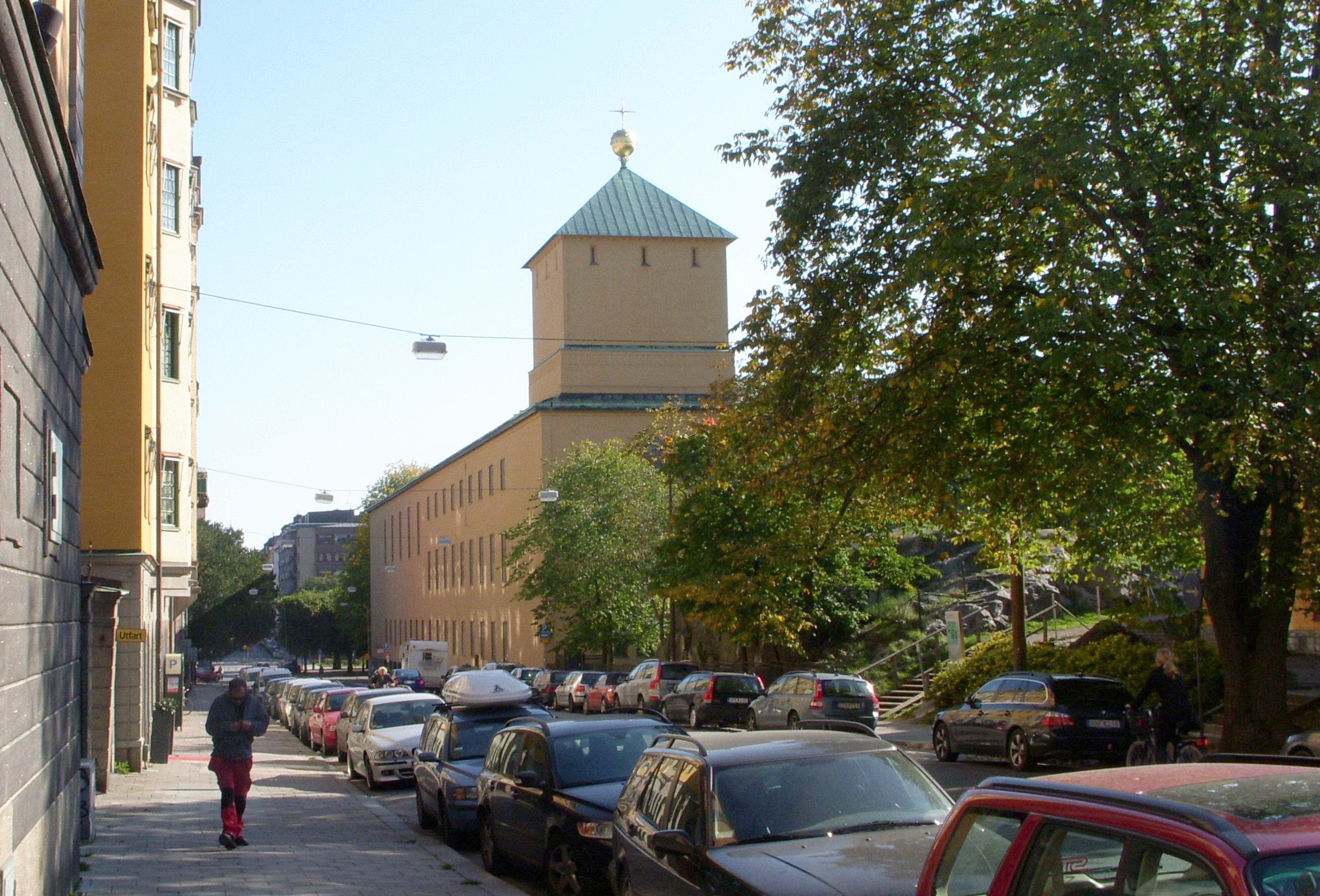
Linnégatan österut med Statens historiska museum rakt fram.
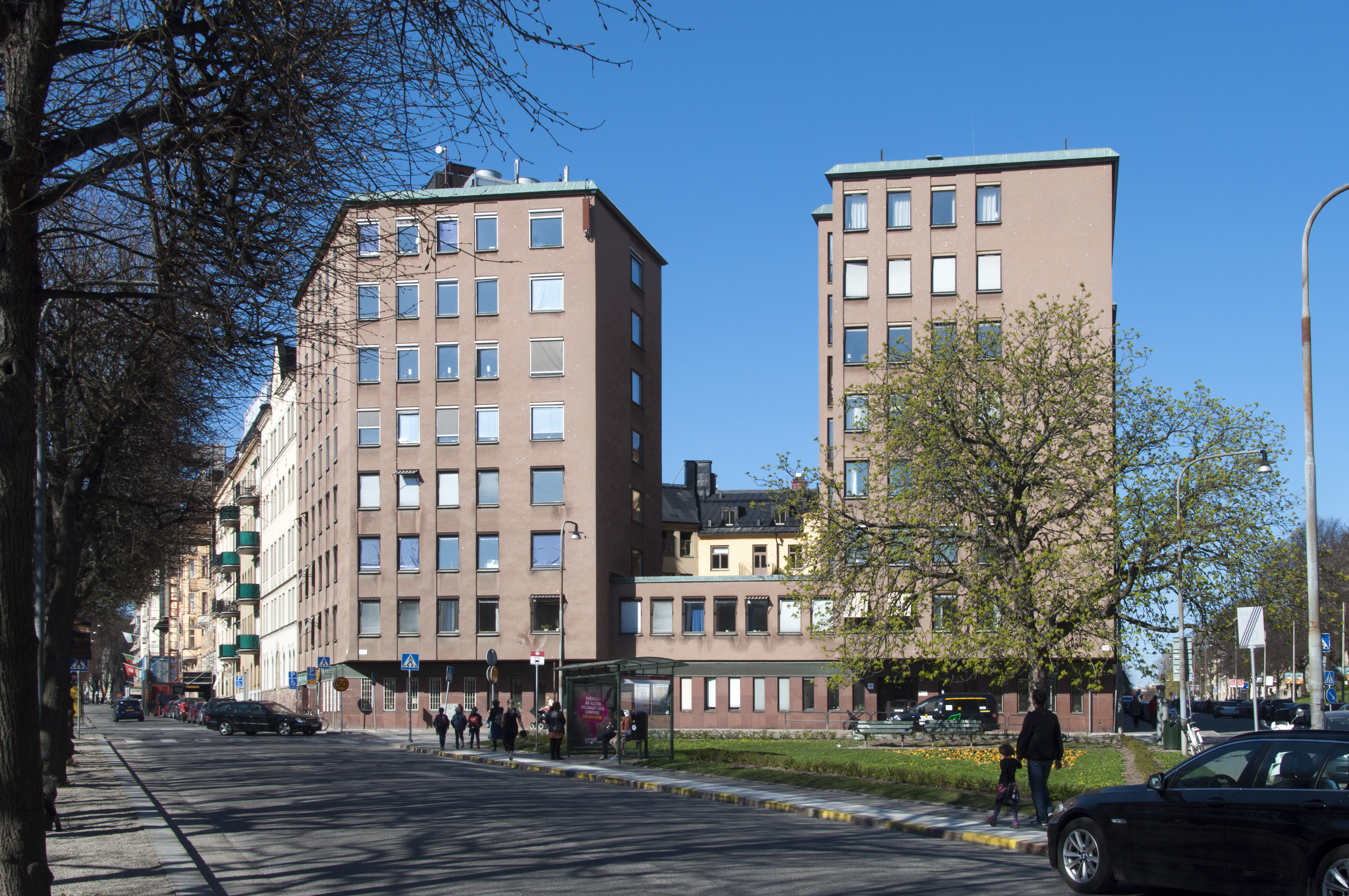
Linnégatan 85 med kvarteret Fanan rakt fram.